# Frank S. Betz & Company
Frank S. Betz & Company war ein US-amerikanisches Unternehmen.

## Unternehmensgeschichte
Frank S. Betz (1861–1940) gründete 1895 das Unternehmen in Chicago in Illinois. Er stellte medizinische Geräte her. 1901 begann die Entwicklung und 1902 die Produktion von Automobilen. Der Markenname lautete Betz. Abnehmer waren Ärzte. Im gleichen Jahr endete die Fahrzeugproduktion. Insgesamt entstanden nur wenige Fahrzeuge. Von 1935 ist noch eine Anzeige des Unternehmens überliefert. Betz starb 1940. Es ist nicht bekannt, wann das Unternehmen aufgelöst wurde.

## Fahrzeuge
Der erste Prototyp war im Februar 1902 fertig zum Testen. Er hatte einen Einzylindermotor.
Darauf folgte ein Modell mit Zweizylindermotor.